# Dritto di prua
Il dritto di prua (asta di prua, ruota di prua o ruota di prora) è l'elemento strutturale o palo verticale a prua di una nave o una barca (generalmente in legno) e collegato inferiormente alla chiglia, che consente l'assemblaggio alla parte anteriore del trincarino. Riceve in una scanalatura, l'estremità anteriore del tavolato.
Il dritto di prua può essere sia convesso (in alto tende alla verticale) o a modo Clipper (concavo).